# Джон Шадден
Джон Шадден (англ. John Shadden, 10 травня 1963) — американський яхтсмен.
Бронзовий призер Олімпійських Ігор 1988 року в класі 470.